# Décès en 966
Décès
- 962
- 963
- 964
- 965
- 966
- 967
- 968
- 969
- 970

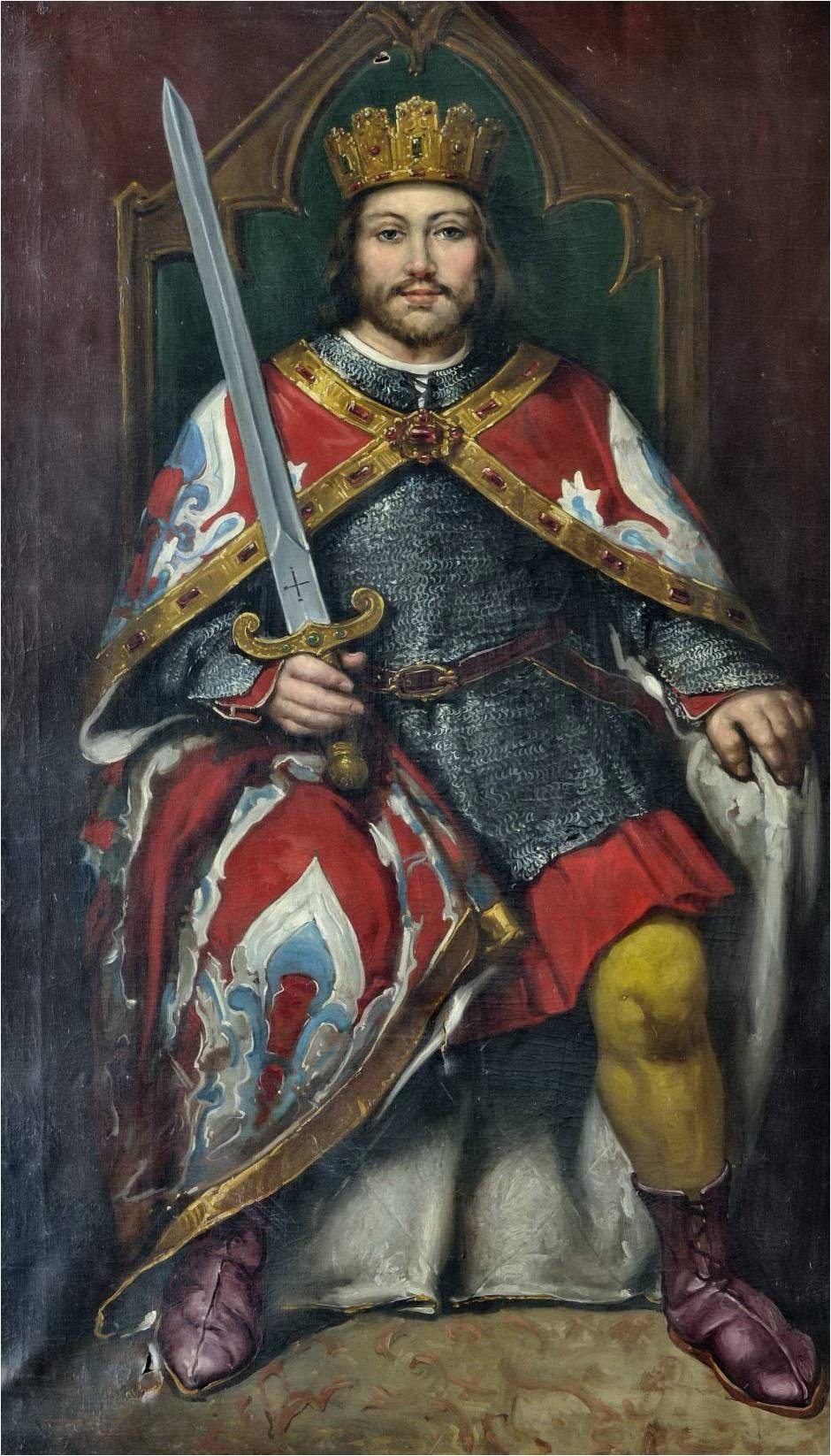
Sanche Ier de León, mort en 966.

Cette page dresse une liste de personnalités mortes au cours de l'année 966 :
- 19 janvier : Fujiwara no Asatada, poète de waka du milieu de l'époque de Heian et un membre de la noblesse japonaise.
- 9 février : Ono no Michikaze, important shodōka (calligraphe japonais) de l'époque de Heian.
- 28 mars : Flodoard de Reims, historien, chroniqueur et poète français d'expression latine, auteur d'une Histoire de l'église de Reims et d'Annales.
- 6 juillet : Bérenger II d'Italie ou Bérenger d'Ivrée, roi d'Italie, à Bamberg, en Allemagne, où il était prisonnier de l'empereur Othon Ier.
- 19 décembre : Sanche Ier de León[1], roi de León.

- David Bagration, aussi nommé David Magistros, prince géorgien.
- Miron de Barcelone, comte de Barcelone  et d'Urgell.
- Robert Ier de Meaux, comte de Meaux et de Troyes
- Odelric de Reims, archevêque de Reims.
- Ono no Michikaze, calligraphe japonais.

## Crédit d'auteurs
- Cet article est partiellement ou en totalité issu de l'article intitulé « 966 » (voir la liste des auteurs).